# نجم (نام)
نجم (به عربی: نجم) نامی برگزیده در خاورمیانه، آسیای میانه و آسیای جنوبی می‌باشد. نجم نامی مردانه است که نسخه زنانه آن نجمه (به عربی: نجمة) می‌باشد. نجم در زبان عربی به عنوان یک نام خانوادگی متداول نیز کاربرد دارد.
نجم همچنین در زبان عربی به معنای ستاره و در همین زبان و زبان‌های فارسی و اردو به معنای خوشه پروین نیز می‌باشد.